# Alpe d'Era
Alpe d’Era è una località di montagna situata in Italia, nel comune di Mandello del Lario nella provincia di Lecco, in Lombardia.

## Geografia
L’Alpe d’Era si trova sulle pendici delle Prealpi lombarde, a un’altitudine di circa 1.000 metri sul livello del mare. È circondata da boschi di faggi e castagni ed è attraversata da numerosi sentieri escursionistici.

## Storia
In passato, l’Alpe d’Era era utilizzata come alpeggio per il pascolo del bestiame dagli abitanti dei vicini comuni della Valsassina. Ancora oggi si possono vedere i resti delle antiche baite in pietra, testimonianza della tradizione agricola locale.

## Baite e rifugi
L’Alpe d’Era è sede di diverse baite e rifugi alpini:  
- Rifugio Era Alta: punto di ristoro con cucina tipica lombarda.
- Baita del Pastore: antica baita in pietra, oggi rifugio autogestito.
- Rifugio Croce di Muggio: situato nelle vicinanze, è un punto panoramico sul Lago di Como.

## Funivia
L’Alpe d’Era è servita da una funivia panoramica che parte da Esino Lario, attiva tutto l’anno, mezzo principale per accedere alla località nei mesi invernali, quando i sentieri sono innevati.

## Escursionismo
L’Alpe d’Era è punto di partenza per numerosi itinerari escursionistici:  
- Sentiero per il Monte Croce di Muggio (1.799 m) * Percorso panoramico adatto a escursionisti esperti.
- Giro delle Baite – Un percorso ad anello che attraversa le principali baite dell’alpe.
- Sentiero dell’Alpe – Facile percorso adatto alle famiglie, immerso nei boschi di faggi.

## Trasporti
- Funivia Esino Lario – Alpe d’Era: collega l’alpe con il comune di Esino Lario.
- Nei mesi estivi è attivo un servizio navetta per gli escursionisti da Esino Lario alla stazione della funivia.